# Gudbrandsdalslågen
El río Gudbrandsdalslågen (o el Lågen) es un río de Noruega que discurre a través del valle de Gudbrandsdal, en el condado de Innlandet. El río, de 204 km de longitud, forma parte del curso alto del río Vorma, a su vez parte de la cuenca del Glomma, y enlaza los lagos de Lesjaskogsvatnet y Mjøsa.

## Geografía
El Gudbrandsdalslågen comienza en el lago Lesjaskogsvatnet (o Lesjavatn, de 4,34 km² y una longitud de 10 km), en el municipio de Lesja. El Lesjavatn es el único lago de Noruega que tiene dos salidas, ya que fluyen a través suyo dos de los ríos más famosos del país: en el sureste del pueblo de Lesjaverk el lago sirve como fuente del Gudbrandsdalslågen, mientras que en el noroeste, en el pueblo de Lesjaskog, es la fuente del Rauma (de 68 km).
El Gudbrandsdalslågen fluye a través del valle de Gudbrandsdal y recibe muchos afluentes: por la ribera occidental, los ríos Gausa (que fluye a través del valle Gausdal), el Otta (de 150 km, que llega por el valle de Ottadal), el Vinstra (de 128 km, por el valle de Vinstradal) y el Sjoa (de 98 km, por el valle de Heidal); por la ribera oriental, los ríos Jora, Ula, Frya, Tromsa y Mesna, que son más cortos y caen precipitadamente desde las alturas del Rondane. 
Aunque relativamente plácido durante gran parte de sus 200 km, el Gudbrandsdalslågen cae rápidamente a través de una garganta en Sel.
Entre los municipios de Ringebu y Øyer el río se ensancha y crea el gran "lago fluvial" de Losna (lago) (10,50 km² y una longitud de 33,26 km) antes de desaguar finalmente en el gran lago Mjøsa (362 km² y una longitud de 117 km).